# Sapignies
Sapignies é uma comuna francesa na região administrativa de Altos da França, no departamento de Pas-de-Calais. Estende-se por uma área de 3,33 km². Em 2010 a comuna tinha 199 habitantes (densidade: 59,8 hab./km²).